# Futbol Club Barcelona 2010-2011
Questa pagina raccoglie i dati riguardanti il Futbol Club Barcelona nelle competizioni ufficiali della stagione 2010-2011.

## Maglie e sponsor
| Casa | Trasferta | Terza | 1ª portiere | 2ª portiere | 3ª portiere | 4ª portiere |

## Rosa[1]
| N. |                      | Ruolo | Calciatore              |
| -- | -------------------- | ----- | ----------------------- |
| 1  | Spagna (bandiera)    | P     | Victor Valdes           |
| 2  | Brasile (bandiera)   | D     | Daniel Alves            |
| 3  | Spagna (bandiera)    | D     | Gerard Piqué            |
| 5  | Spagna (bandiera)    | D     | Carles Puyol (capitano) |
| 6  | Spagna (bandiera)    | C     | Xavi (vice-capitano)    |
| 7  | Spagna (bandiera)    | A     | David Villa             |
| 8  | Spagna (bandiera)    | C     | Andrés Iniesta          |
| 9  | Spagna (bandiera)    | A     | Bojan Krkić             |
| 10 | Argentina (bandiera) | A     | Lionel Messi            |
| 11 | Spagna (bandiera)    | A     | Jeffrén                 |
| 13 | Spagna (bandiera)    | P     | Pinto                   |
| 14 | Argentina (bandiera) | C     | Javier Mascherano       |
| 15 | Mali (bandiera)      | C     | Seydou Keita            |
| 16 | Spagna (bandiera)    | C     | Sergio Busquets         |
| 17 | Spagna (bandiera)    | A     | Pedro                   |
| 18 | Argentina (bandiera) | D     | Gabriel Milito          |

| N. |                        | Ruolo | Calciatore          |
| -- | ---------------------- | ----- | ------------------- |
| 19 | Brasile (bandiera)     | D     | Maxwell             |
| 20 | Paesi Bassi (bandiera) | C     | Ibrahim Afellay     |
| 21 | Brasile (bandiera)     | D     | Adriano             |
| 22 | Francia (bandiera)     | D     | Éric Abidal         |
| 26 | Spagna (bandiera)      | D     | Andreu Fontàs       |
| 27 | Spagna (bandiera)      | C     | Nolito              |
| 28 | Spagna (bandiera)      | C     | Sergi Roberto       |
| 29 | Spagna (bandiera)      | C     | Víctor Vázquez      |
| 30 | Spagna (bandiera)      | C     | Thiago              |
| 31 | Spagna (bandiera)      | P     | Rubén Miño          |
| 32 | Spagna (bandiera)      | D     | Marc Bartra         |
| 33 | Spagna (bandiera)      | D     | Sergi Gómez         |
| 34 | Messico (bandiera)     | C     | Jonathan dos Santos |
| 35 | Spagna (bandiera)      | D     | Martín Montoya      |
| 36 | Spagna (bandiera)      | D     | Marc Muniesa        |
| 37 | Spagna (bandiera)      | C     | Oriol Romeu         |

## Calciomercato

### Sessione estiva(dall'1/7 al 31/8)
| Acquisti | Acquisti          | Acquisti  | Acquisti                   |
| R.       | Nome              | da        | Modalità                   |
| -------- | ----------------- | --------- | -------------------------- |
| D        | Adriano           | Siviglia  | definitivo (9,5 milioni €) |
| D        | Martín Cáceres    | Juventus  | fine prestito              |
| C        | Javier Mascherano | Liverpool | definitivo (22 milioni €)  |
| C        | Aljaksandr Hleb   | Stoccarda | fine prestito              |
| A        | David Villa       | Valencia  | definitivo (40 milioni €)  |

| Cessioni | Cessioni           | Cessioni        | Cessioni                                 |
| R.       | Nome               | a               | Modalità                                 |
| -------- | ------------------ | --------------- | ---------------------------------------- |
| D        | Martín Cáceres     | Siviglia        | prestito                                 |
| D        | Rafael Márquez     |                 | svincolato                               |
| D        | Dmytro Čyhryns'kyj | Šachtar         | definitivo (15 milioni €)                |
| C        | Aljaksandr Hleb    | Birmingham City | prestito                                 |
| C        | Yaya Touré         | Manchester City | definitivo (30 milioni €)                |
| C        | Víctor Sánchez     | Getafe          | prestito                                 |
| A        | Thierry Henry      |                 | svincolato                               |
| A        | Zlatan Ibrahimović | Milan           | prestito con diritto riscatto a 24 mln € |
| A        | Keirrison          | Santos          | prestito                                 |

### Sessione invernale(dal 3/1 al 31/1)
| Acquisti | Acquisti        | Acquisti | Acquisti                 |
| R.       | Nome            | da       | Modalità                 |
| -------- | --------------- | -------- | ------------------------ |
| C        | Ibrahim Afellay | PSV      | definitivo (3 milioni €) |

## Risultati

### Liga

#### Girone Di Andata
| Arbitro: | Delgado Ferreiro (Paese Basco) |

|  |           |                       |
|  | Marcatori | 19’ Messi 55’ Iniesta |

| Arbitro: | Velasco Carballo (Madrid) |

|  |           |                 |
|  | Marcatori | 27’, 59’ Valdez |

| Arbitro: | Fernandez Borbalan (Andalusia) |

|                      |           |                               |
| Agüero 27’ Godín 69’ | Marcatori | 48’ Pedro Rodríguez 73’ Piqué |

| Arbitro: | Paradas Romero (Andalusia) |

|           |           |  |
| Villa 60’ | Marcatori |  |

| Arbitro: | Mateu Lahoz (Valencia) |

|                                |           |                                                        |
| Llorente 42’ Javi Martínez 60’ | Marcatori | 17’, 82’ Pedro Rodríguez 33’, 73’ Villa 61’ Dani Alves |

| Arbitro: | Undiano Mallenco (Navarra) |

|                                        |           |           |
| Messi 27’, 35’, 78’ Xavi Hernández 32’ | Marcatori | 81’ N'sue |

| Arbitro: | Teixeira Vitienes (Cantabria) |

|             |           |            |
| Iniesta 22’ | Marcatori | 69’ Banega |

| Arbitro: | Pérez Lasa (Paese Basco) |

|  |           |                |
|  | Marcatori | 29’, 66’ Messi |

| Arbitro: | Turienzo Alvarez (Castiglia e León) |

|                                             |           |  |
| Messi 3’, 63’ Villa 23’, 89’ Dani Alves 52’ | Marcatori |  |

| Arbitro: | Ayza Gamez (Valencia) |

|                 |           |                               |
| Manu 70’ (rig.) | Marcatori | 22’ Messi 33’ Villa 64’ Pedro |

| Arbitro: | Delgado Ferreiro (Paese Basco) |

|                          |           |            |
| Villa 22’ Messi 58’, 83’ | Marcatori | 26’ Nilmar |

| Arbitro: | Muniz Fernandez (Asturie) |

|  |           |                                                                              |
|  | Marcatori | 16’, 36’, 66’ Messi 18’ Iniesta 26’ (aut.) Acasiete 34’ Pedro 61’, 72’ Bojan |

| Arbitro: | Iturralde Gonzalez (Paese Basco) |

|                                              |           |  |
| Xavi 9’ Pedro 17’ Villa 54’, 56’ Jeffren 90’ | Marcatori |  |

| Arbitro: | Teixeira Vitienes (Cantabria) |

|  |           |                                 |
|  | Marcatori | 25’ Pedro 64’, 82’ (rig.) Messi |

| Arbitro: | Fernandez Borbalan (Andalusia) |

|                                               |           |  |
| Villa 8’ Iniesta 32’ Messi 46’, 86’ Bojan 89’ | Marcatori |  |

| Arbitro: | Undiano Mallenco (Navarra) |

|             |           |                                        |
| Osvaldo 63’ | Marcatori | 18’, 60’ Pedro 29’ Xavi 78’, 84’ Villa |

| Arbitro: | Pérez Lasa (Paese Basco) |

|                |           |            |
| Pedro 46’, 58’ | Marcatori | 79’ Stuani |

| Arbitro: | Delgado Ferreiro (Paese Basco) |

|  |           |                                           |
|  | Marcatori | 26’ Villa 51’ Messi 78’ Iniesta 80’ Pedro |

| Arbitro: | Gonzalez Gonzalez (Castiglia e León) |

|                                     |           |          |
| Iniesta 7’ Villa 17’, 73’ Pedro 35’ | Marcatori | 67’ Duda |

#### Girone Di Ritorno
| Arbitro: | Iglesias Villanueva (Galizia) |

|                                       |           |  |
| Pedro 2’ Messi 33’ (rig.) Iniesta 56’ | Marcatori |  |

| Arbitro: | Fernandez Borbalan (Andalusia) |

|  |           |                          |
|  | Marcatori | 43’ Pedro 87’, 89’ Messi |

| Arbitro: | Turienzo Alvarez (Castiglia e León) |

|                     |           |  |
| Messi 17’, 28’, 79’ | Marcatori |  |

| Arbitro: | Peréz Lasa (Paese Basco) |

|            |           |           |
| Barral 16’ | Marcatori | 79’ Villa |

| Arbitro: | Ramirez Dominguez (Andalusia) |

|                    |           |                   |
| Villa 3’ Messi 77’ | Marcatori | 49’ (rig.) Iraola |

| Arbitro: | Velasco Carballo (Madrid) |

|  |           |                               |
|  | Marcatori | 38’ Messi 57’ Villa 67’ Pedro |

| Arbitro: | Iturralde Gonzalez (Paese Basco) |

|  |           |           |
|  | Marcatori | 76’ Messi |

| Arbitro: | Teixeira Vitienes (Cantabria) |

|           |           |  |
| Keita 42’ | Marcatori |  |

| Arbitro: | Peréz Lasa (Paese Basco) |

|           |           |           |
| Navas 49’ | Marcatori | 30’ Bojan |

| Arbitro: | Muniz Fernandez (Asturie) |

|                          |           |          |
| Dani Alves 17’ Bojan 50’ | Marcatori | 88’ Manu |

| Arbitro: | Ramirez Dominguez (Andalusia) |

|  |           |           |
|  | Marcatori | 66’ Piqué |

| Arbitro: | Ayza Gamez (Valencia) |

|                                    |           |            |
| Messi 53’ (rig.), 90+2’ Thiago 64’ | Marcatori | 50’ Corona |

| Arbitro: | Muniz Fernandez (Asturie) |

|                    |           |                  |
| Ronaldo 82’ (rig.) | Marcatori | 53’ (rig.) Messi |

| Arbitro: | Delgado Ferreiro (Paese Basco) |

|                     |           |  |
| Villa 24’ Messi 87’ | Marcatori |  |

| Arbitro: | Teixeira Vitienes (Cantabria) |

|                             |           |            |
| Ifrán 71’ Prieto 82’ (rig.) | Marcatori | 29’ Thiago |

| Arbitro: | Fernandez Borbalan (Andalusia) |

|                       |           |  |
| Iniesta 29’ Piqué 47’ | Marcatori |  |

| Arbitro: | Paradas Romero (Andalusia) |

|             |           |           |
| Caicedo 41’ | Marcatori | 28’ Keita |

| Barcellona 15 maggio 2011, ore 21:00 CEST 37ª giornata | Barcellona                     | 0 – 0 referto | Deportivo | Camp Nou (70.044 spett.)\| Arbitro: \| Delgado Ferreiro (Paese Basco) \| |
| Arbitro:                                               | Delgado Ferreiro (Paese Basco) |               |           |                                                                          |

| Arbitro: | Clos Gomez (Aragona) |

|               |           |                                         |
| Fernández 31’ | Marcatori | 44’ (rig.) Bojan 76’ Afellay 84’ Bartra |

### Champions League

#### Girone D
| Arbitro: | Rizzoli |

|                                    |           |  |
| Messi 32’ Dani Alves 67’ Villa 78’ | Marcatori |  |

| Arbitro: | Cakir |

|  |           |                     |
|  | Marcatori | 62’ Villa 83’ Piqué |

| Arbitro: | Lannoy |

|                  |           |  |
| Messi 19’, 90+2’ | Marcatori |  |

| Arbitro: | Balaj |

|               |           |           |
| Claudemir 32’ | Marcatori | 31’ Messi |

| Arbitro: | Rocchi |

|  |           |                          |
|  | Marcatori | 27’, 69’ Pedro 62’ Messi |

| Arbitro: | Eriksson |

|                        |           |  |
| Fontàs 51’ Vázquez 83’ | Marcatori |  |

#### Fase Ad Eliminazione Diretta
| Arbitro: | Rizzoli |

|                             |           |           |
| van Persie 78’ Arshavin 83’ | Marcatori | 26’ Villa |

| Arbitro: | Busacca |

|                                  |           |                     |
| Messi 45+3’, 71’ (rig.) Xavi 69’ | Marcatori | 53’ (aut.) Busquets |

| Arbitro: | Thomson |

|                                                        |           |               |
| Iniesta 2’ Dani Alves 34’ Piquè 53’ Keita 61’ Xavi 86’ | Marcatori | 60’ Rakitskiy |

| Arbitro: | Meyer |

|  |           |           |
|  | Marcatori | 42’ Messi |

| Arbitro: | Stark |

|  |           |                |
|  | Marcatori | 76’, 87’ Messi |

| Arbitro: | De Bleeckere |

|           |           |             |
| Pedro 54’ | Marcatori | 64’ Marcelo |

| Arbitro: | Kassai |

|                               |           |            |
| Pedro 27’ Messi 54’ Villa 69’ | Marcatori | 34’ Rooney |

### Coppa Del Re
| Arbitro: | Ramirez Dominguez (Andalusia) |

|  |           |                       |
|  | Marcatori | 16’ Maxwell 25’ Pedro |

| Arbitro: | Iglesias Villanueva (Galizia) |

|                                                   |           |            |
| Nolito 2’ Milito 7’ Pedro 50’ Bojan 65’ Messi 67’ | Marcatori | 35’ Guzmán |

| Barcellona 21 dicembre 2010, ore 20:00 CET Ottavi Di Finale - Andata | Barcellona             | 0 – 0 referto | Athletic Bilbao | Camp Nou (45.207 spett.)\| Arbitro: \| Mateu Lahoz (Valencia) \| |
| Arbitro:                                                             | Mateu Lahoz (Valencia) |               |                 |                                                                  |

| Arbitro: | Muniz Fernandez (Asturie) |

|              |           |            |
| Llorente 85’ | Marcatori | 75’ Abidal |

| Arbitro: | Velasco Carballo (Madrid) |

|                                         |           |  |
| Messi 44’, 62’, 72’ Pedro 75’ Keita 82’ | Marcatori |  |

| Arbitro: | Clos Gomez (Aragona) |

|                        |           |           |
| Molina 1’, 7’ Arzu 45’ | Marcatori | 38’ Messi |

| Arbitro: | Mateu Lahoz (Valencia) |

|                                             |           |  |
| Messi 9’, 16’ Villa 11’ Pedro 31’ Keita 88’ | Marcatori |  |

| Arbitro: | Ayza Gamez (Valencia) |

|  |           |                                    |
|  | Marcatori | 34’ Adriano 56’ Thiago 66’ Afellay |

| Arbitro: | Alberto Undiano Mallenco |

|  |           |                 |
|  | Marcatori | 103’ C. Ronaldo |

### Supercoppa Di Spagna
| Arbitro: | Muñiz Fernández |

|                  |           |           |
| Luís Fabiano 48’ | Marcatori | 65’ Messi |

| Arbitro: | Teixeira Vitienes |

|                               |           |  |
| Messi 27’, 84’, 89’ Piqué 78’ | Marcatori |  |

## Statistiche
Statistiche aggiornate all'8 marzo 2011.

### Statistiche di squadra
| Competizione         | Punti | In casa | In casa | In casa | In casa | In casa | In casa | In trasferta | In trasferta | In trasferta | In trasferta | In trasferta | In trasferta | Totale | Totale | Totale | Totale | Totale | Totale | DR   |
| Competizione         | Punti | G       | V       | N       | P       | Gf      | Gs      | G            | V            | N            | P            | Gf           | Gs           | G      | V      | N      | P      | Gf     | Gs     | DR   |
| -------------------- | ----- | ------- | ------- | ------- | ------- | ------- | ------- | ------------ | ------------ | ------------ | ------------ | ------------ | ------------ | ------ | ------ | ------ | ------ | ------ | ------ | ---- |
| Liga                 | 96    | 19      | 16      | 2       | 1       | 37      | 8       | 19           | 14           | 4            | 1            | 41           | 5            | 38     | 30     | 6      | 2      | 95     | 21     | +74  |
| Coppa del Re         | -     | 4       | 3       | 1       | 0       | 15      | 1       | 5            | 2            | 1            | 2            | 7            | 5            | 9      | 5      | 2      | 2      | 22     | 6      | +16  |
| Champions League     | -     | 6       | 5       | 1       | 0       | 18      | 4       | 7            | 4            | 2            | 1            | 12           | 5            | 13     | 9      | 3      | 1      | 30     | 9      | +21  |
| Supercoppa di Spagna | -     | 1       | 1       | 0       | 0       | 4       | 0       | 1            | 0            | 0            | 1            | 1            | 3            | 2      | 1      | 0      | 1      | 5      | 3      | +2   |
| Totale               | -     | 30      | 25      | 4       | 1       | 74      | 13      | 32           | 20           | 7            | 5            | 61           | 18           | 62     | 45     | 11     | 6      | 152    | 39     | +113 |

### Statistiche dei giocatori
| Giocatore      | Liga     | Liga | Liga        | Liga       | Coppa del Re | Coppa del Re | Coppa del Re | Coppa del Re | Champions League | Champions League | Champions League | Champions League | Supercoppa di Spagna | Supercoppa di Spagna | Supercoppa di Spagna | Supercoppa di Spagna | Totale   | Totale | Totale      | Totale     |
| Giocatore      | Presenze | Reti | Ammonizioni | Espulsioni | Presenze     | Reti         | Ammonizioni  | Espulsioni   | Presenze         | Reti             | Ammonizioni      | Espulsioni       | Presenze             | Reti                 | Ammonizioni          | Espulsioni           | Presenze | Reti   | Ammonizioni | Espulsioni |
| -------------- | -------- | ---- | ----------- | ---------- | ------------ | ------------ | ------------ | ------------ | ---------------- | ---------------- | ---------------- | ---------------- | -------------------- | -------------------- | -------------------- | -------------------- | -------- | ------ | ----------- | ---------- |
| É. Abidal      | 26       | 0    | 3           | 0          | 5            | 1            | 0            | 0            | 8                | 0                | 0                | 0                | 2                    | 0                    | 0                    | 0                    | 41       | 1      | 3           | 0          |
| Adriano        | 15       | 0    | 3           | 0          | 8            | 1            | 1            | 0            | 6                | 0                | 1                | 0                | 2                    | 0                    | 0                    | 0                    | 31       | 1      | 5           | 0          |
| I. Afellay     | 16       | 1    | 1           | 0          | 6            | 1            | 0            | 0            | 7                | 0                | 0                | 0                | 0                    | 0                    | 0                    | 0                    | 29       | 2      | 1           | 0          |
| D. Alves       | 35       | 2    | 5           | 0          | 5            | 0            | 0            | 0            | 12               | 2                | 0                | 0                | 2                    | 0                    | 1                    | 0                    | 54       | 4      | 6           | 0          |
| M. Bartra      | 2        | 1    | 0           | 0          | 2            | 0            | 1            | 0            | 1                | 0                | 0                | 0                | 0                    | 0                    | 0                    | 0                    | 5        | 1      | 1           | 0          |
| Bojan          | 27       | 6    | 1           | 0          | 5            | 1            | 1            | 0            | 3                | 0                | 0                | 0                | 2                    | 0                    | 0                    | 0                    | 37       | 7      | 2           | 0          |
| S. Busquets    | 28       | 1    | 5           | 0          | 5            | 0            | 3            | 0            | 12               | 0                | 1                | 0                | 1                    | 0                    | 0                    | 0                    | 46       | 1      | 9           | 0          |
| J. dos Santos  | 2        | 0    | 0           | 0          | 1            | 0            | 0            | 0            | 1                | 0                | 0                | 0                | 1                    | 0                    | 0                    | 0                    | 5        | 0      | 0           | 0          |
| A. Fontàs      | 6        | 0    | 0           | 0          | 1            | 0            | 0            | 0            | 1                | 1                | 0                | 0                | 0                    | 0                    | 0                    | 0                    | 8        | 1      | 0           | 0          |
| S. Gómez       | 0        | 0    | 0           | 0          | 0            | 0            | 0            | 0            | 0                | 0                | 0                | 0                | 1                    | 0                    | 0                    | 0                    | 1        | 0      | 0           | 0          |
| Z. Ibrahimović | 0        | 0    | 0           | 0          | 0            | 0            | 0            | 0            | 0                | 0                | 0                | 0                | 1                    | 1                    | 0                    | 0                    | 1        | 1      | 0           | 0          |
| A. Iniesta     | 34       | 8    | 1           | 0          | 5            | 0            | 0            | 0            | 10               | 1                | 2                | 0                | 1                    | 0                    | 0                    | 0                    | 50       | 9      | 3           | 0          |
| Jeffrén        | 8        | 1    | 0           | 0          | 3            | 0            | 0            | 0            | 2                | 0                | 0                | 0                | 0                    | 0                    | 0                    | 0                    | 13       | 1      | 0           | 0          |
| S. Keita       | 35       | 3    | 1           | 0          | 9            | 2            | 0            | 0            | 10               | 1                | 1                | 0                | 2                    | 0                    | 0                    | 0                    | 56       | 6      | 2           | 0          |
| J. Mascherano  | 27       | 0    | 5           | 0          | 7            | 0            | 0            | 0            | 11               | 0                | 2                | 0                | 0                    | 0                    | 0                    | 0                    | 45       | 0      | 7           | 0          |
| Maxwell        | 25       | 0    | 2           | 0          | 7            | 1            | 0            | 0            | 7                | 0                | 0                | 0                | 2                    | 0                    | 0                    | 0                    | 41       | 1      | 2           | 0          |
| L. Messi       | 33       | 31   | 2           | 0          | 7            | 7            | 0            | 0            | 13               | 12               | 0                | 0                | 2                    | 3                    | 0                    | 0                    | 55       | 53     | 2           | 0          |
| G. Milito      | 10       | 0    | 2           | 0          | 4            | 1            | 0            | 0            | 2                | 0                | 0                | 0                | 1                    | 0                    | 0                    | 0                    | 17       | 1      | 2           | 0          |
| R. Miño        | 0        | 0    | 0           | 0          | 0            | 0            | 0            | 0            | 0                | 0                | 0                | 0                | 1                    | -3                   | 0                    | 0                    | 1        | -3     | 0           | 0          |
| M. Montoya     | 2        | 0    | 0           | 0          | 0            | 0            | 0            | 0            | 0                | 0                | 0                | 0                | 0                    | 0                    | 0                    | 0                    | 2        | 0      | 0           | 0          |
| Nolito         | 2        | 0    | 0           | 0          | 3            | 1            | 0            | 0            | 0                | 0                | 0                | 0                | 0                    | 0                    | 0                    | 0                    | 5        | 1      | 0           | 0          |
| Pedro          | 33       | 13   | 3           | 0          | 7            | 4            | 1            | 0            | 12               | 5                | 0                | 0                | 1                    | 0                    | 0                    | 0                    | 53       | 22     | 4           | 0          |
| J. Pinto       | 6        | -5   | 0           | 1          | 9            | -6           | 1            | 0            | 2                | -0               | 0                | 0                | 0                    | 0                    | 0                    | 0                    | 17       | -11    | 1           | 1          |
| G. Piqué       | 31       | 3    | 8           | 1          | 7            | 0            | 1            | 0            | 12               | 1                | 3                | 0                | 1                    | 0                    | 1                    | 0                    | 51       | 4      | 13          | 1          |
| C. Puyol       | 17       | 1    | 3           | 0          | 2            | 0            | 0            | 0            | 8                | 0                | 1                | 0                | 0                    | 0                    | 0                    | 0                    | 27       | 1      | 4           | 0          |
| S. Roberto     | 1        | 0    | 0           | 0          | 1            | 0            | 0            | 0            | 1                | 0                | 0                | 0                | 0                    | 0                    | 0                    | 0                    | 3        | 0      | 0           | 0          |
| O. Romeu       | 1        | 0    | 0           | 0          | 0            | 0            | 0            | 0            | 0                | 0                | 0                | 0                | 1                    | 0                    | 0                    | 0                    | 2        | 0      | 0           | 0          |
| Thiago         | 12       | 2    | 1           | 0          | 3            | 1            | 0            | 0            | 1                | 0                | 0                | 0                | 1                    | 0                    | 0                    | 0                    | 17       | 3      | 1           | 0          |
| V. Valdés      | 32       | -16  | 4           | 0          | 0            | 0            | 0            | 0            | 11               | -9               | 0                | 0                | 1                    | -0                   | 0                    | 0                    | 44       | -25    | 4           | 0          |
| V. Vázquez     | 0        | 0    | 0           | 0          | 0            | 0            | 0            | 0            | 1                | 1                | 0                | 0                | 0                    | 0                    | 0                    | 0                    | 1        | 1      | 0           | 0          |
| D. Villa       | 34       | 18   | 4           | 1          | 5            | 1            | 0            | 0            | 12               | 4                | 0                | 0                | 1                    | 0                    | 0                    | 0                    | 52       | 23     | 4           | 1          |
| Xavi           | 31       | 3    | 3           | 0          | 6            | 0            | 0            | 0            | 12               | 2                | 0                | 0                | 1                    | 0                    | 0                    | 0                    | 50       | 5      | 3           | 0          |